# Pete Muldoon
Pour les articles homonymes, voir Muldoon.

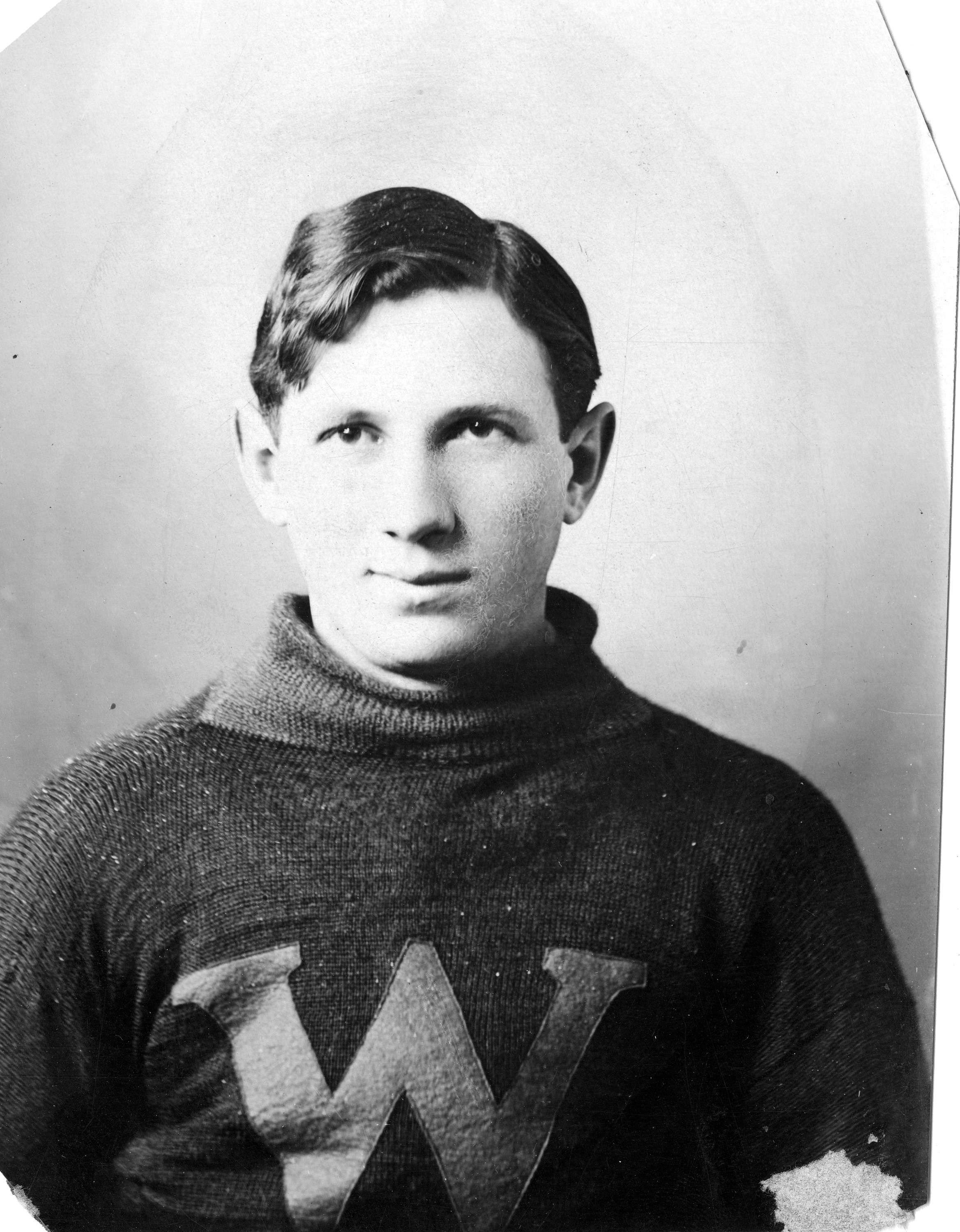
Muldoon dans l'uniforme des Royals de New Westminster.

Linton Muldoon Tracy (né en Ontario en 1881 - mort le 13 mars 1929 à Tacoma aux États-Unis) est un ancien entraîneur et président canadien de hockey sur glace. Il est particulièrement connu pour avoir prétendument jeté un sort sur les Blackhawks de Chicago.

## Carrière
Muldoon débute comme entraîneur et manager des Metropolitans de Seattle en 1915. En 1918, les Metropolitans deviennent la première équipe américaine à gagner la Coupe Stanley en battant les champions de l'Association nationale de hockey, les Canadiens de Montréal. En 1919, ils sont encore en finale contre les Canadiens mais celle-ci est interrompue en raison de la grippe espagnole. En 1920, il mène à nouveau l'équipe à la finale mais les Metropolitans sont battus par les Sénateurs d'Ottawa.
Lorsque l'équipe disparaît en 1924, il devient entraîneur des Rosebuds de Portland dans la Ligue de hockey de l'Ouest. 
En 1926, la WHL disparaît et les Rosebuds sont rachetés par le major Frederic McLaughlin et transférée à Chicago où elle prend le nom de Black Hawks pour jouer dans la Ligue nationale de hockey. Il suit le déménagement de l'équipe, emmène avec lui huit joueurs des Rosebuds et en devient le premier entraîneur. Les Black Hawks terminent à la troisième place de la ligue et sont éliminés en 1re ronde des séries éliminatoires. McLaughlin, qui ambitionnait mieux, décide alors de se séparer de Muldoon.

### The Curse of Muldoon
L'éviction de Muldoon fait naître seize ans plus tard l'histoire d'une des plus anciennes superstitions du sport nord-américain, nommée en anglais « The Curse of Muldoon » — soit en français « La malédiction de Muldoon ». En 1943, dans le Toronto Globe & Mail, l'éditorialiste Jim Coleman relate l'histoire, inscrivant dans son article que Muldoon déclare alors furieux : « Fire me, Major, and you'll never finish first. I'll put a curse on this team that will hoodoo it until the end of time » — « Renvoyez-moi, Major, et vous ne finirez jamais premier. Je vais jeter une malédiction sur cette équipe qui la suivra jusqu'à la fin des temps ». Plusieurs années après, alors que les Black Hawks ont vaincu la malédiction, Coleman avoue qu'il a inventé l'histoire, pressé par le temps pour écrire un article.

## Mort
Il retourne à Seattle où il tente de recréer une équipe. Avec l'aide d'investisseurs, il met sur pied la Pacific Coast Hockey League dont les Eskimos de Seattle sont une des franchises. Au cours du printemps 1929, Muldoon se rend à Tacoma avec Nate Druxman pour chercher un lieu où construire une nouvelle patinoire afin d'accueillir une équipe dans la ligue. Il y meurt d'une attaque cardiaque.

## Statistiques
| Saison     | Équipe                   | Ligue      |     | PJ  | V   | D  | N      | % V                          |  | Séries |
| 1915-1916  | Metropolitans de Seattle | PCHA       | 18  | 9   | 9   | 0  | 50,0 % | -                            |  |        |
| 1916-1917  | Metropolitans de Seattle | PCHA       | 24  | 16  | 8   | 0  | 75,0 % | -                            |  |        |
| 1917-1918  | Metropolitans de Seattle | PCHA       | 18  | 11  | 7   | 0  | 61,1 % | Champion de la Coupe Stanley |  |        |
| 1918-1919  | Metropolitans de Seattle | PCHA       | 20  | 11  | 9   | 0  | 55,0 % | Finaliste                    |  |        |
| 1919-1920  | Metropolitans de Seattle | PCHA       | 22  | 12  | 10  | 0  | 54,5 % | Finaliste                    |  |        |
| 1920-1921  | Metropolitans de Seattle | PCHA       | 24  | 12  | 11  | 1  | 52,1 % | -                            |  |        |
| 1921-1922  | Metropolitans de Seattle | PCHA       | 24  | 12  | 11  | 1  | 52,1 % | -                            |  |        |
| 1922-1923  | Metropolitans de Seattle | PCHA       | 30  | 15  | 15  | 0  | 50,0 % | -                            |  |        |
| 1923-1924  | Metropolitans de Seattle | PCHA       | 30  | 14  | 16  | 0  | 46,7 % | -                            |  |        |
| 1925-1926  | Rosebuds de Portland     | WHL        | 36  | 12  | 16  | 8  | 44,4 % | -                            |  |        |
| 1926-1927  | Black Hawks de Chicago   | LNH        | 44  | 19  | 22  | 3  | 46,6 % | Défaite au 1er tour          |  |        |
| Totaux LNH | Totaux LNH               | Totaux LNH | 290 | 143 | 134 | 13 | 51,5 % | Une coupe Stanley            |  |        |